# Werner Hofmann (Physiker)
Werner Hofmann (* 11. November 1952 in Baden-Baden) ist ein deutscher Physiker und Hochschullehrer. Er war von 1988 bis 2019 Direktor am Max-Planck-Institut für Kernphysik in Heidelberg.
Hofmann studierte Physik an der Universität Karlsruhe mit der Promotion 1977. 1980 habilitierte er sich an der Universität Dortmund, war 1981 Heisenberg-Stipendiat und ab 1984 Assistant Professor an der University of California, Berkeley, wo er 1985 Associate Professor wurde und 1987 Professor. 1984 wurde er Forschungsstipendiat der Alfred P. Sloan Foundation (Sloan Research Fellow). Von 1988 bis zu seiner Emeritierung 2019 war er Direktor am Max-Planck-Institut für Kernphysik in Heidelberg und außerdem seit 1989 Honorarprofessor an der Universität Heidelberg.
Er ist seit 2010 Mitglied der Heidelberger Akademie der Wissenschaften.
Er befasst sich mit Astroteilchenphysik, speziell Gammastrahlen-Astrophysik von Detektoren am Boden aus, Physik schwerer Quarks und mit Neutrinophysik. Hofmann ist leitender Wissenschaftler im H.E.S.S. Experiment in Namibia.
2010 erhielt er mit dem HESS Team den Bruno-Rossi-Preis. 2015 wurde er mit dem Marian-Smoluchowski-Emil-Warburg-Physikpreis von Polnischer Physikalischer Gesellschaft und Deutscher Physikalischer Gesellschaft (DPG) ausgezeichnet. Für 2016 wurde ihm die Stern-Gerlach-Medaille der DPG zugesprochen.